# سليط بن عمرو
سليط بن عمرو العامري صحابي من السابقين إلى الإسلام، وهاجر إلى الحبشة الهجرة الثانية مع امرأته. هاجر سليط بعد ذلك إلى يثرب، واختلف المؤرخون في شهوده غزوة بدر، فذكره الواقدي وأبو معشر البلخي في البدريين، ولم يذكره موسى بن عقبة. إلا أن المؤكد أنه شهد غزوة أحد وما بعدها من المشاهد. كما وجهه النبي محمد بكتابه إلى هوذة بن علي الحنفي ضمن رسائله إلى الملوك لدعوتهم إلى الإسلام.
بعد وفاة النبي محمد، شارك سليط في حروب الردة، وقُتل معركة اليمامة سنة 12 هـ، وقيل توفي سنة 14 هـ، وقد أعقب من الولد سليط بن سليط وأمه فاطمة بنت علقمة العامرية